# 勒夫鲁
勒夫鲁（法語：Levroux，發音：[ləvʁu] ⓘ），法国中部城市，中央-卢瓦尔河谷大区安德尔省的一个市镇，隶属于沙托鲁区，其市镇面积为82.32平方公里，2022年1月1日时人口数量为2,802人，在法国市镇中排名第3,856位。
勒夫鲁位于安德尔省中北部，塞丰河畔，是一个区域性的中心城市，多条公路在此交汇。勒夫鲁于2022年获得“法国人最喜欢的村庄”的称号。

## 地名来源
勒夫鲁最初以“Vicus Leprosus”的形式被记载于都尔的额我略的一份手记中，该名称可能出自拉丁语“Gabatum”，后者的含义尚有待考证。

## 历史

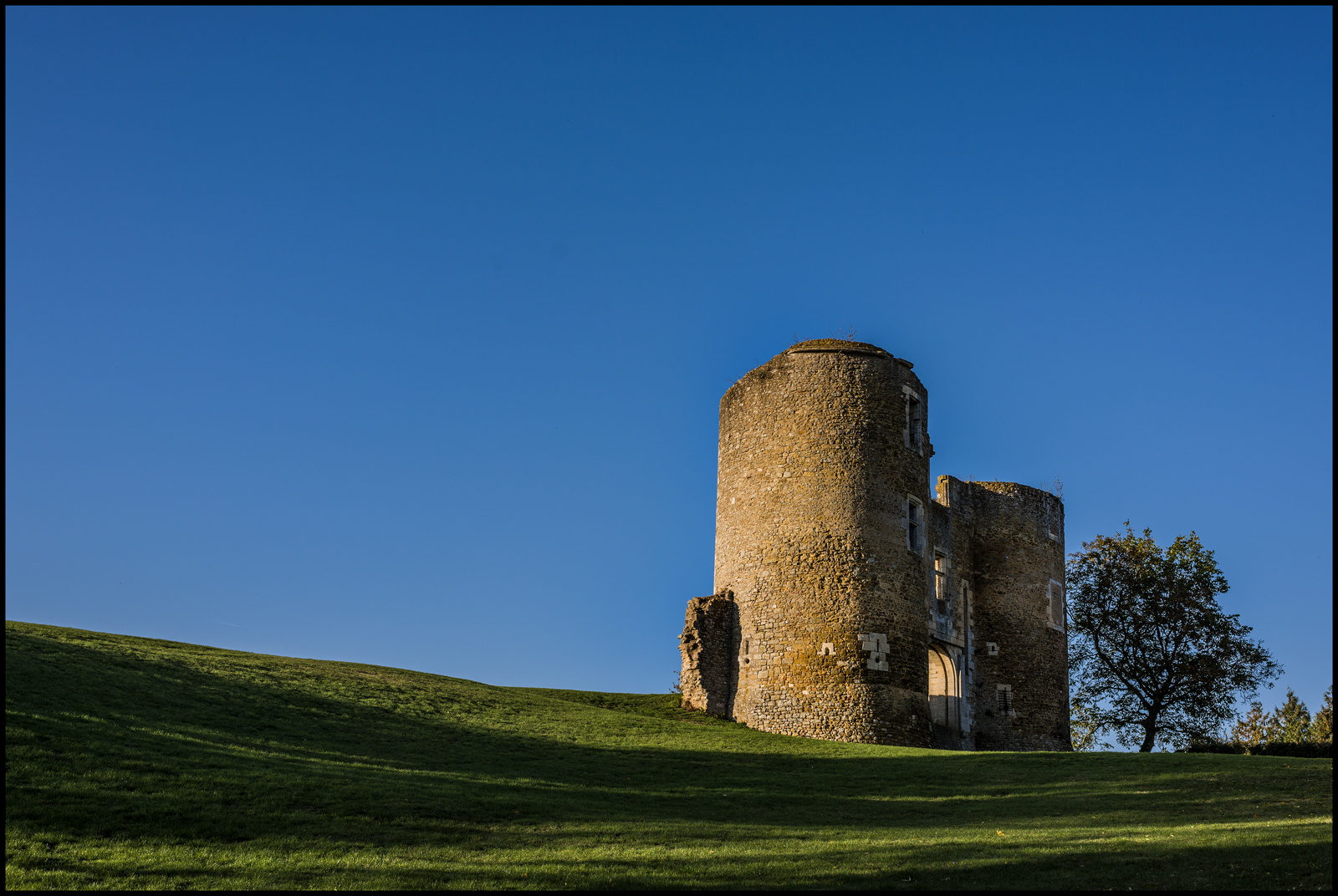
勒夫鲁城堡遗址

勒夫鲁的早期历史尚不清楚。根据当地官方网站的论述，勒夫鲁在古典时期就已形成聚落。公元370年，图尔的马丁在勒夫鲁兴建圣西尔万-圣西尔韦斯特教堂，并将圣人西尔万的圣镯安放于此。中世纪时，勒夫鲁长期为贝里伯爵的一处领地，当地的圣西尔万教堂于12世纪末被扩建成为大教堂。中世纪末，勒夫鲁曾多次因战乱而遭到破坏，在当地领主的请求下，查理七世于1435年批准修建勒夫鲁城墙。法国大革命后，勒夫鲁成为安德尔省的一个市镇。1861年，圣法利耶（Saint-Phalier）整体并入勒夫鲁。20世纪初，一条连接沙托鲁和瓦朗赛的地方铁路由勒夫鲁通过。圣马丹德朗和圣皮埃尔德朗分别于2016年和2019年并入勒夫鲁。2022年，勒夫鲁被选举为“法国人最喜欢的村庄”。
在地方文化研究方面，当地的地方史爱好者于2017年创建了“勒夫鲁遗产协会”（Association Levroux Patrimonia）。

## 地理

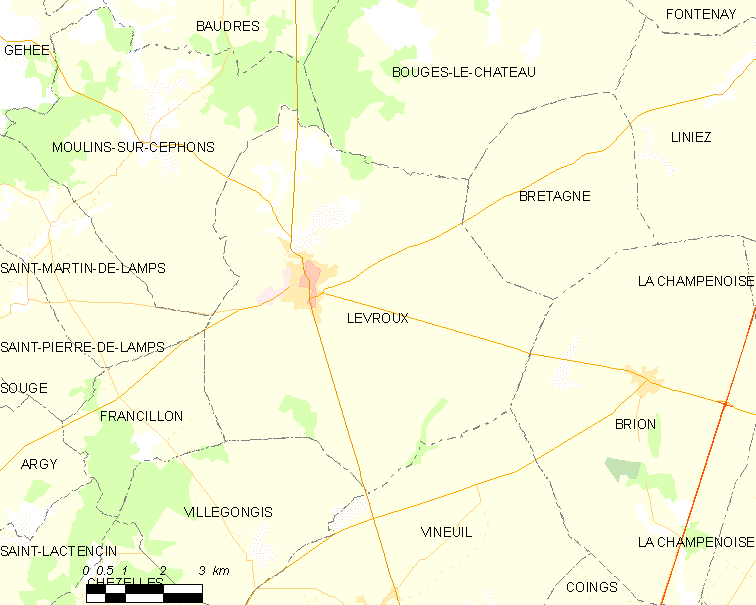
勒夫鲁旧市镇范围地图

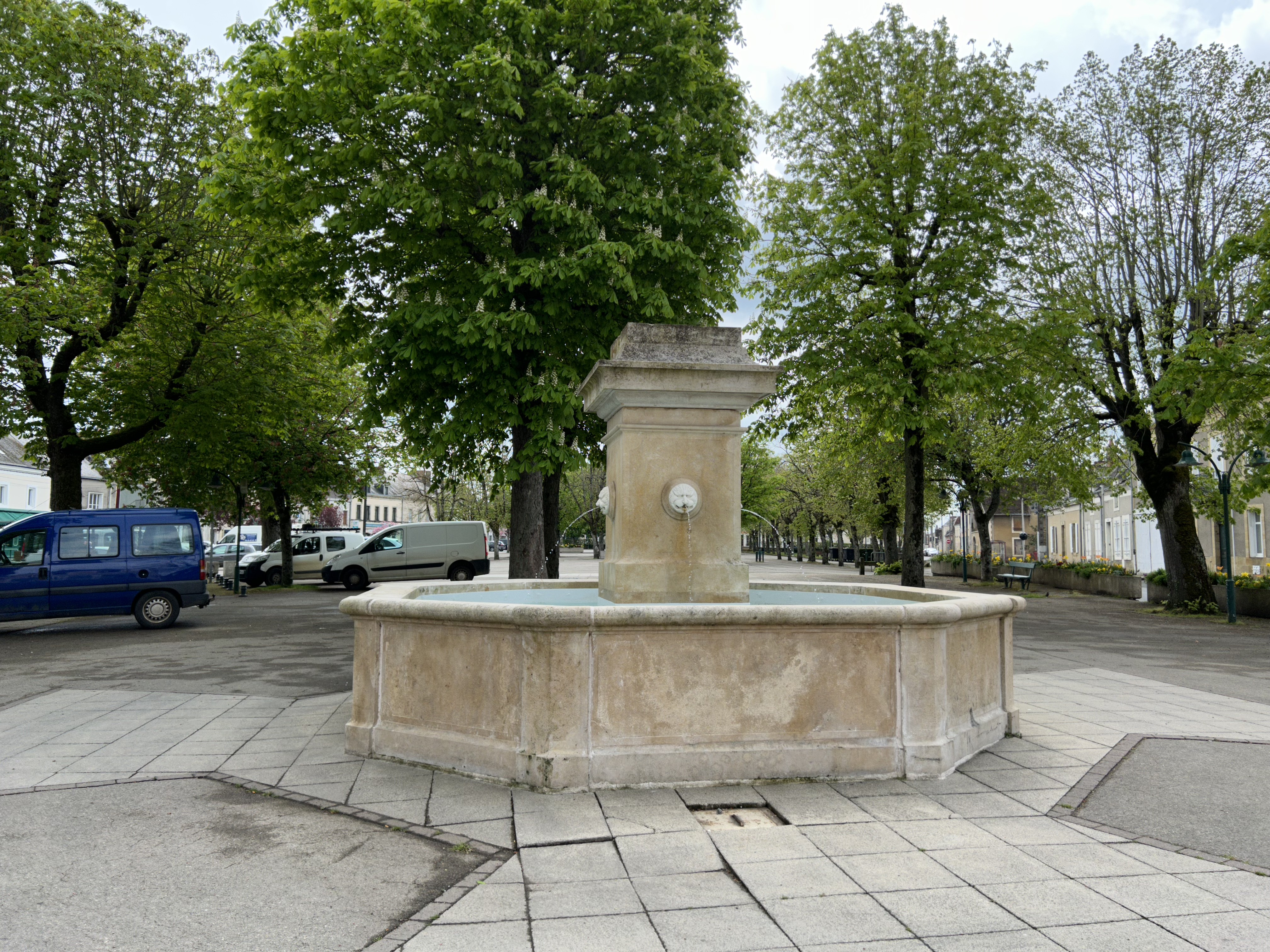
共和国广场上的一处喷泉

勒夫鲁位于法国中部，中央-卢瓦尔河谷大区南部和安德尔省北部，距离省会沙托鲁大约20公里。与勒夫鲁接壤的市镇包括：热埃、弗雷迪耶、塞丰河畔穆兰、布日堡、布列塔尼、苏热、阿尔日、布里永、弗朗西永、维勒贡日和维讷伊。

### 地形
勒夫鲁位于贝里地区西部，境内以平原为主，市镇中心地势平坦，全境海拔在125到190米之间。

### 水文
勒夫鲁位于卢瓦尔河流域范围内，塞丰河发源于勒夫鲁并自东向西北流出境内，市区西部为奥尔比达斯湖（Étang des Orbidas）。

### 植被
勒夫鲁属于温带阔叶混交林区，市区北部的勒夫鲁城堡（Château de Levroux）遗址附近有大片林地分布。
在鲜花城市的评比中，勒夫鲁被评为2星级鲜花城市。

### 气候
勒夫鲁在柯本气候分类法中属于温带海洋性气候（Cfb）。
勒夫鲁境内设有常年气象站，以下为该气象站的数据（其中日照数据取自沙托鲁气象站）：
| 勒夫鲁 1981年－2019年 | 勒夫鲁 1981年－2019年 | 勒夫鲁 1981年－2019年 | 勒夫鲁 1981年－2019年 | 勒夫鲁 1981年－2019年 | 勒夫鲁 1981年－2019年 | 勒夫鲁 1981年－2019年 | 勒夫鲁 1981年－2019年 | 勒夫鲁 1981年－2019年 | 勒夫鲁 1981年－2019年 | 勒夫鲁 1981年－2019年 | 勒夫鲁 1981年－2019年 | 勒夫鲁 1981年－2019年 | 勒夫鲁 1981年－2019年 |
| 月份                  | 1月                   | 2月                   | 3月                   | 4月                   | 5月                   | 6月                   | 7月                   | 8月                   | 9月                   | 10月                  | 11月                  | 12月                  | 全年                  |
| --------------------- | --------------------- | --------------------- | --------------------- | --------------------- | --------------------- | --------------------- | --------------------- | --------------------- | --------------------- | --------------------- | --------------------- | --------------------- | --------------------- |
| 历史最高温 °C（°F）   | 17.9 (64.2)           | 21.5 (70.7)           | 24.8 (76.6)           | 27.6 (81.7)           | 32 (90)               | 37.6 (99.7)           | 39.1 (102.4)          | 40.1 (104.2)          | 34.8 (94.6)           | 29.2 (84.6)           | 23.6 (74.5)           | 18.1 (64.6)           | 40.1 (104.2)          |
| 平均高温 °C（°F）     | 7 (45)                | 8.9 (48.0)            | 12.6 (54.7)           | 15.5 (59.9)           | 19.4 (66.9)           | 23.4 (74.1)           | 25.8 (78.4)           | 25.6 (78.1)           | 21.3 (70.3)           | 16.9 (62.4)           | 10.5 (50.9)           | 7.1 (44.8)            | 16.2 (61.2)           |
| 日均气温 °C（°F）     | 4.1 (39.4)            | 5.2 (41.4)            | 7.8 (46.0)            | 10.2 (50.4)           | 14 (57)               | 17.5 (63.5)           | 19.6 (67.3)           | 19.7 (67.5)           | 15.9 (60.6)           | 12.6 (54.7)           | 7.2 (45.0)            | 4.3 (39.7)            | 11.5 (52.7)           |
| 平均低温 °C（°F）     | 1.2 (34.2)            | 1.6 (34.9)            | 2.9 (37.2)            | 4.9 (40.8)            | 8.6 (47.5)            | 11.6 (52.9)           | 13.5 (56.3)           | 13.7 (56.7)           | 10.4 (50.7)           | 8.3 (46.9)            | 4 (39)                | 1.6 (34.9)            | 6.9 (44.4)            |
| 历史最低温 °C（°F）   | −14.6 (5.7)           | −17.6 (0.3)           | −12 (10)              | −4.3 (24.3)           | 0 (32)                | 1.8 (35.2)            | 4.4 (39.9)            | 5.8 (42.4)            | 1.5 (34.7)            | −5.3 (22.5)           | −9.1 (15.6)           | −12.6 (9.3)           | −17.6 (0.3)           |
| 平均降水量 mm（）     | 68.2 (2.69)           | 53.6 (2.11)           | 53.5 (2.11)           | 72.3 (2.85)           | 70.5 (2.78)           | 49.4 (1.94)           | 54.6 (2.15)           | 55.4 (2.18)           | 66.2 (2.61)           | 70.1 (2.76)           | 71.9 (2.83)           | 73.9 (2.91)           | 759.6 (29.91)         |
| 月均日照時數          | 72.1                  | 91.9                  | 155.6                 | 178.5                 | 208.6                 | 210.4                 | 231.7                 | 235.5                 | 189.5                 | 128.3                 | 79.6                  | 59                    | 1,840.7               |
| 来源：infoclimat.fr   |                       |                       |                       |                       |                       |                       |                       |                       |                       |                       |                       |                       |                       |

## 行政区划
勒夫鲁的市镇编号为36093，邮政编号为36110。
在行政管理方面，勒夫鲁隶属于法国中央-卢瓦尔河谷大区安德尔省沙托鲁区；在地方选举方面，勒夫鲁是勒夫鲁县的中央投票站所在地，其市镇范围全境被划入安德尔省第二选区；在社会管理方面，勒夫鲁是勒夫鲁地区市镇公共社区的办公驻地。
截至2023年9月，勒夫鲁市镇范围内暂无任何城市敏感街区及城市政策优先街区。
法国国家统计与经济研究所（简称）在进行数据统计时，将勒夫鲁市镇单独设为勒夫鲁城市核心区（Unité urbaine de Levroux），但未将勒夫鲁划入任何城市区（Aire urbaine）。自2020年起，勒夫鲁被划入包含71个市镇的沙托鲁城市辐射区。此外，还将勒夫鲁（旧市镇）、圣马丹德朗和圣皮埃尔德朗三个旧市镇各自整体看作个“块区”（IRIS），以便于统计人口分布情况。

## 交通

### 公路
安德尔省省道D2线、D7线、D8线、D926线和D956线在勒夫鲁境内交汇。中央-卢瓦尔河谷大区下属的城际客运提供巴士线路，可前往沙托鲁和瓦朗赛。
| 11 | 11 |

| 沙托鲁 | 21 |

| 瓦朗赛 | 22 |

| 伊苏丹 | 31 |

| 布里永 | 9.5 |

| 瓦唐 | 20 |

| 比藏赛 | 18 |

2020年，68%的勒夫鲁家庭拥有至少一辆私人汽车。2021年，勒夫鲁境内共发生各类交通事故1起，造成1人遇难。

### 铁路
距离勒夫鲁最近的运营中的客运铁路车站为21公里外的沙托鲁站，该站停靠往返于巴黎和图卢兹一线的城际列车，以及前往奥尔良和利摩日方向的区域列车。

### 航空
距离勒夫鲁最近的民用航空站为21公里外的沙托鲁机场，该机场开行少量季节性旅游包机航线。

### 城市公共交通
截至2023年9月，勒夫鲁暂无城市公共交通系统。

## 政治

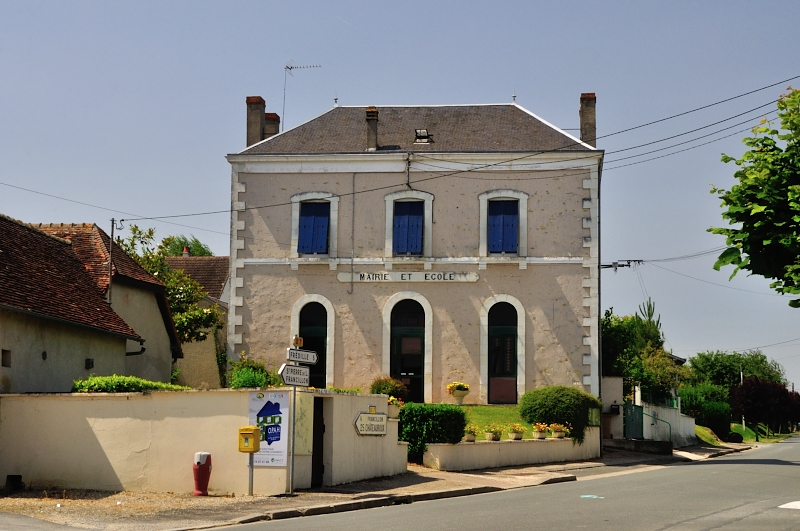
原圣马丹德朗市政厅

### 市政内阁
勒夫鲁的现任市长为亚历克西·鲁索-茹埃内先生（Alexis ROUSSEAU-JOUHENNET），他是一名无党派人士，在2020年的市政选举中获得了50.70%的支持率。
| 勒夫鲁历届市长         | 勒夫鲁历届市长                                 | 勒夫鲁历届市长            |
| 任期                   | 市长                                           | 党派                      |
| ---------------------- | ---------------------------------------------- | ------------------------- |
| （2001年以前资料暂缺） |                                                |                           |
| 2001年－2020年         | Alain FRIED 阿兰·弗里德                        | UDI民主人士和独立人士联盟 |
| 2020年－               | Alexis ROUSSEAU-JOUHENNET 亚历克西·鲁索-茹埃内 | 無黨籍                    |

### 各级选举
| 勒夫鲁历届投票选举结果 | 勒夫鲁历届投票选举结果 | 勒夫鲁历届投票选举结果 | 勒夫鲁历届投票选举结果 | 勒夫鲁历届投票选举结果        | 勒夫鲁历届投票选举结果 | 勒夫鲁历届投票选举结果 | 勒夫鲁历届投票选举结果        | 勒夫鲁历届投票选举结果 | 勒夫鲁历届投票选举结果 |
| 选举项目               | 选举范围               | 选区单位               | 选区单位内的选举结果   | 选区单位内的选举结果          | 选区单位内的选举结果   | 选区单位内的选举结果   | 选区单位内的选举结果          | 选区单位内的选举结果   | 参考资料               |
| 选举项目               | 选举范围               | 选区单位               | 第一轮胜出者           | 第一轮胜出者                  | 支持率                 | 第二轮胜出者           | 第二轮胜出者                  | 支持率                 | 参考资料               |
| ---------------------- | ---------------------- | ---------------------- | ---------------------- | ----------------------------- | ---------------------- | ---------------------- | ----------------------------- | ---------------------- | ---------------------- |
| 2017年法國總統選舉     | 法國                   | 勒夫鲁                 |                        | 玛丽娜·勒庞                   | 29.54%                 |                        | 埃马纽埃尔·马克龙             | 54.59%                 | [ 28 ]                 |
| 2017年法國總統選舉     | 法國                   | 圣皮埃尔德朗           |                        | 弗朗索瓦·菲永                 | 53.57%                 |                        | 玛丽娜·勒庞                   | 55%                    | [ 28 ]                 |
| 2017年法国立法选举     | 安德尔省第二选区       | 勒夫鲁                 |                        | 索菲·介朗                     | 28.27%                 |                        | 尼古拉·福里西耶               | 54.95%                 | [ 28 ]                 |
| 2017年法国立法选举     | 安德尔省第二选区       | 圣皮埃尔德朗           |                        | 尼古拉·福里西耶               | 42.86%                 |                        | 尼古拉·福里西耶               | 76.19%                 | [ 28 ]                 |
| 2019年欧洲议会选举     | 法國                   | 勒夫鲁（新市镇）       |                        | 若尔当·巴尔代拉               | 30.34%                 | （不适用）             | （不适用）                    | （不适用）             | [ 30 ]                 |
| 2021年法国省级选举     | 安德尔省               | 县                     |                        | 纳迪娜·贝吕罗 菲利普·梅蒂维耶 | 55.52%                 |                        | 纳迪娜·贝吕罗 菲利普·梅蒂维耶 | 74.78%                 | [ 31 ]                 |
| 2021年法国省级选举     | 安德尔省               | 勒夫鲁（新市镇）       |                        | 纳迪娜·贝吕罗 菲利普·梅蒂维耶 | 62.33%                 |                        | 纳迪娜·贝吕罗 菲利普·梅蒂维耶 | 75.84%                 | [ 31 ]                 |
| 2021年法国大区选举     |                        | 勒夫鲁（新市镇）       |                        | 尼古拉·福里西耶               | 32.13%                 |                        | 尼古拉·福里西耶               | 36.18%                 | [ 32 ]                 |
| 2022年法国总统选举     | 法國                   | 勒夫鲁（新市镇）       |                        | 玛丽娜·勒庞                   | 33.02%                 |                        | 玛丽娜·勒庞                   | 52.42%                 | [ 28 ]                 |
| 2022年法国立法选举     | 安德尔省第二选区       | 勒夫鲁（新市镇）       |                        | 法比安·蒂里翁                 | 28.27%                 |                        | 尼古拉·福里西耶               | 55.35%                 | [ 28 ]                 |

## 人口
2020年，勒夫鲁市镇人口数量为2,883，在法国排名第3,856位。其中男性1,382人，女性1,541人，75岁及以上人口占13.9%，外籍人口数量为22人，人口密度为51人/平方公里，当地居民被称为（男性）或（女性）。2020年，勒夫鲁境内出生21人，死亡人口55人。
| 勒夫鲁1901年－2020年人口变化情况 |
|                                  |
| 数据来源：Cassini、INSEE         |

## 经济
勒夫鲁是一个区域性的中心城市。截至2023年9月，勒夫鲁市镇范围内共有各类用人单位（包含自雇）502家，平均历史为24年，其中99.05%为中小型企业（PME），2023年7月至9月间，当地的经济活力指数为0.2%。（皮革加工）、（文化产业）及（建筑装潢）是当地2021年营业额最高的三个企业，分别为18,220,658欧元、288,819欧元和125,828欧元。

## 财政与居民收入
2021年，勒夫鲁的财政收入总额为3,631,950欧元，财政支出总额为3,223,900欧元，当年的债务总额为1,245,370欧元。2021年，勒夫鲁市镇通过增值税获得97,110欧元的收入，此外当地还共获得了108,870欧元的国家直接财政补助。
2019年，勒夫鲁的人均月收入总额为1,886欧元，其中高级职员为3,220欧元，低于法国平均水平（4,230欧元）；中级职员为2,269欧元，低于法国平均水平（2,411欧元）；普通职员为1,676欧元，亦低于法国平均水平（1,740欧元）。
2020年，勒夫鲁境内的贫困率为13%，青壮年（15至64岁）失业率为11.6%；2022年，当地37.9%的家庭拥有纳税资格，平均纳税2,026欧元，低于法国平均水平（4,393欧元）。

## 社会事务

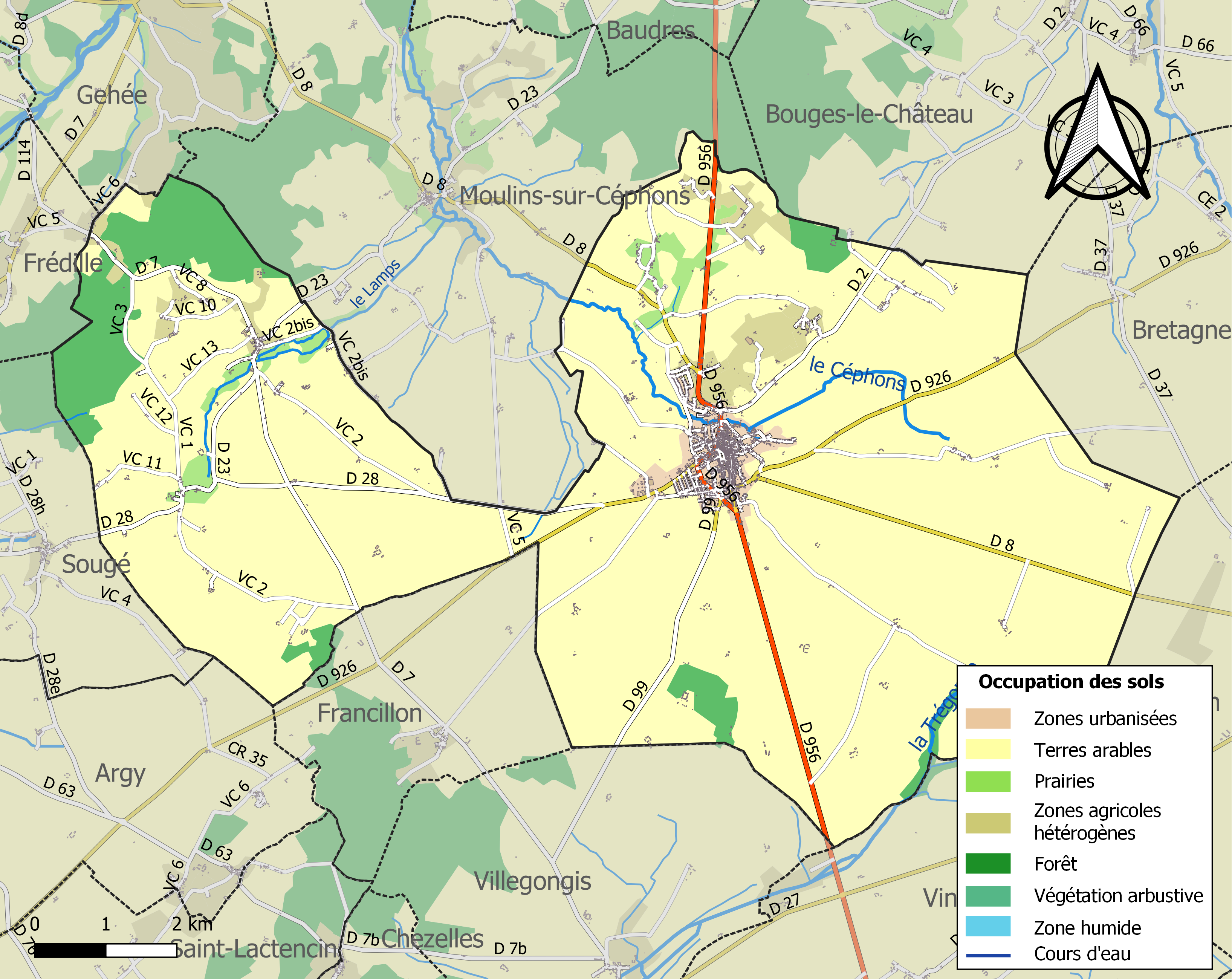
勒夫鲁土地利用情况地图

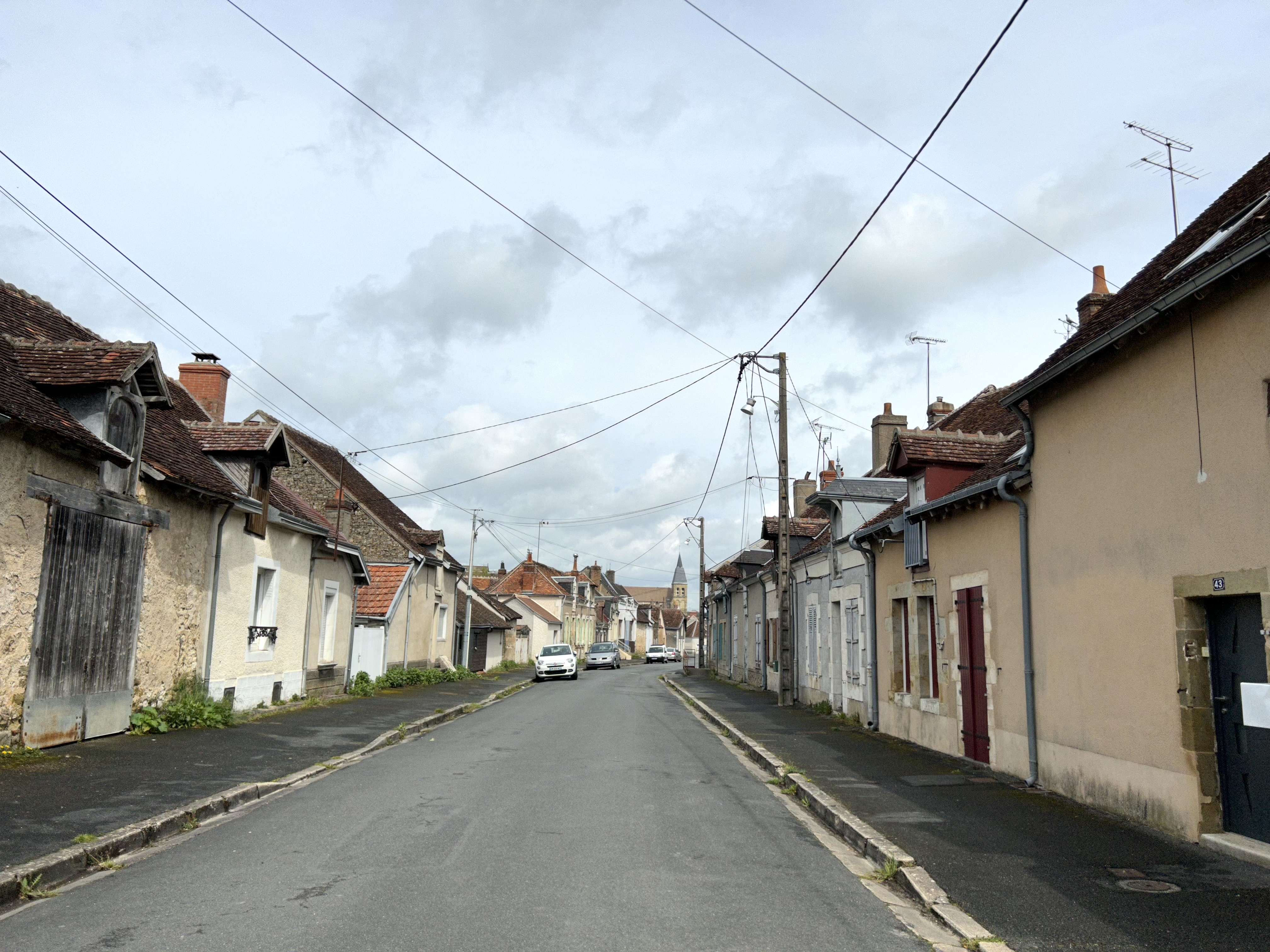
香槟大城郊街

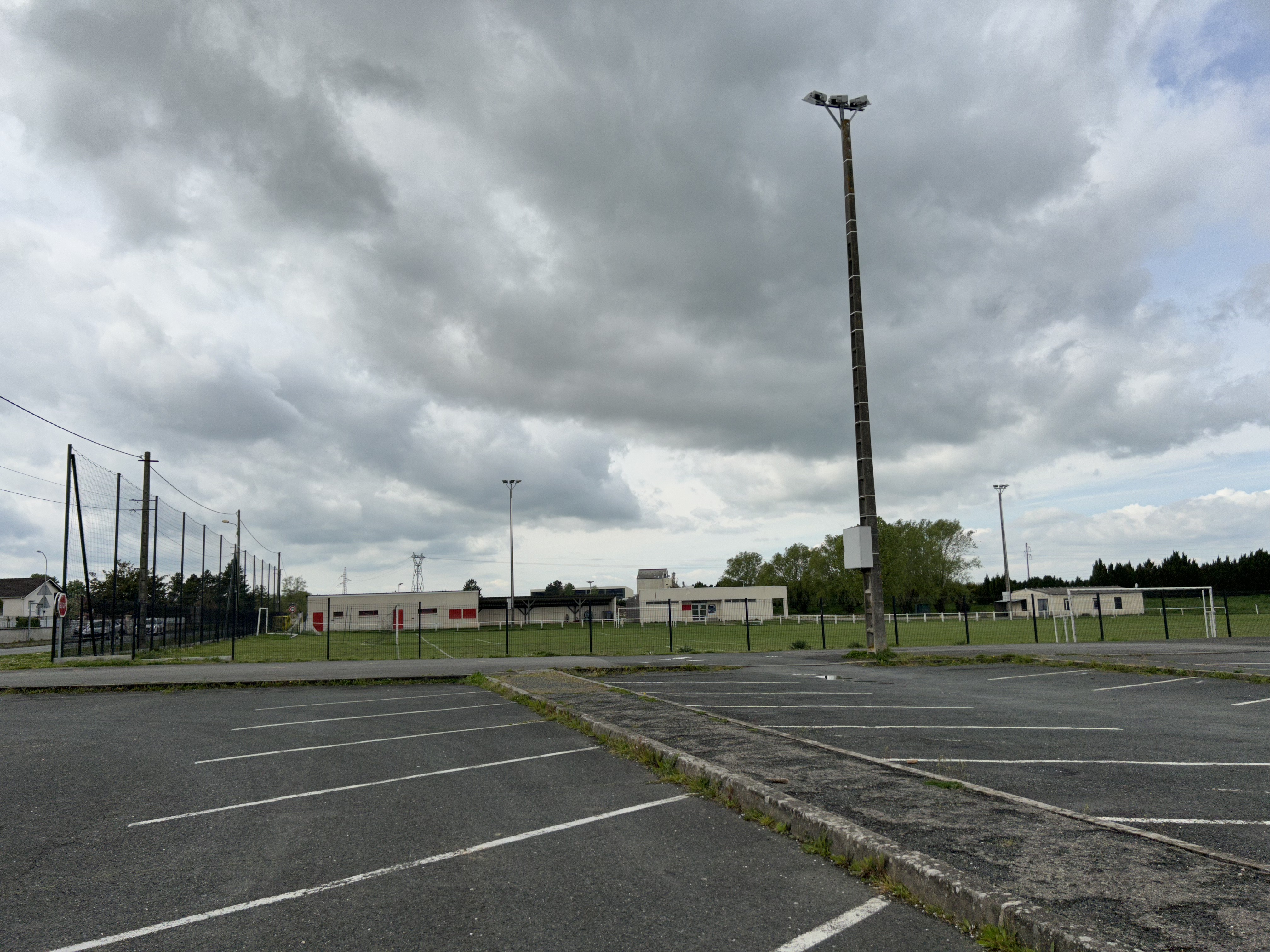
球场

### 教育
勒夫鲁属于奥尔良-图尔学区。截至2021年1月1日，勒夫鲁境内共有1所幼儿园、2所小学和1所初级中学。2021至2022学年度，勒夫鲁境内共有在校中等教育阶段学生275名。

### 医疗
截至2021年1月1日，勒夫鲁境内共有全科医生3名、保健师4名、牙医1名和护士5名。境内共有药房1家、残疾人帮扶中心1家。
距离勒夫鲁最近的区域性医疗机构为沙托鲁中心医院（Centre Hospitalier de Châteauroux），其主病区位于沙托鲁市区南部，距离勒夫鲁市区的正常车程大约25分钟，设有床位755个，是当地规模最大的公立综合性医院。

### 住房
2020年，勒夫鲁境内共有各类住房1,739套，其中89.8%为独立式居民区，9.6%为集中式居民区。常住房屋占勒夫鲁市镇范围内居民建筑总量的78.1%。
在住房保障政策方面，2021年，勒夫鲁境内共有215户家庭获得了住房经济补助，受益人数占总人口数量的7.5%，其中194份为房租补助。

### 商业
2021年，勒夫鲁境内共有各类实体商铺56家，其中餐厅4家、大型超市2家、杂货店1家、面包房2家、肉铺2家、书店1家、银行门店2家、美容美发店3家、汽车维修店7家。市区南部建有一家Super U超市。

### 体育
2021年，勒夫鲁境内共有1家游泳池、1间体育馆、3处网球场、2处足球或橄榄球场以及1处篮球或排球场。
截至2023年9月，勒夫鲁足球俱乐部（FC Levroux，编号544727）是勒夫鲁境内唯一的一家注册足球俱乐部，该足球队成立于1994年，其主队2023至2024赛季参加安德尔省足球联赛甲组（法国第九级别），其主场为市政球场（Stade Municipal）。

### 环境
勒夫鲁的环境事务由其所属的勒夫鲁地区市镇公共社区联合各级政府协调负责。2021年，勒夫鲁境内共有2家污染企业。

### 治安
2021年，勒夫鲁市镇范围内有1处宪兵队。
勒夫鲁及其附近的共71个市镇是伊苏丹国家宪兵队的管辖范围。2020年，该宪兵队累计记录各类案件1,473起，其中盗窃类案件746起，经济类案件220起，毒品交易类案件37起。

## 文化

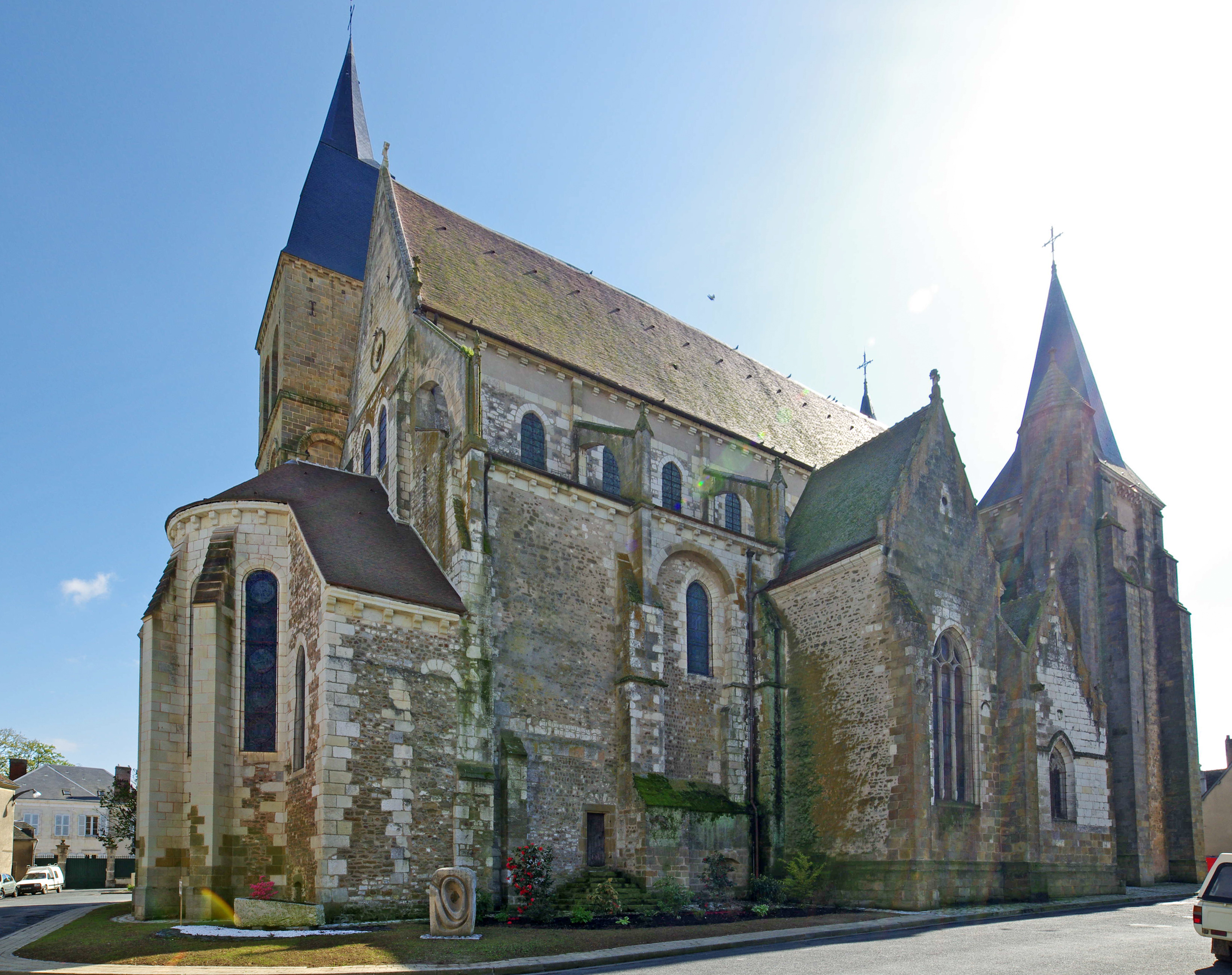
勒夫鲁圣西尔万大教堂

2021年，勒夫鲁境内暂无任何文化设施。勒夫鲁市政府提供市政图书馆，每周二、三、四、六向公众开放。

### 建筑
勒夫鲁境内有多处历史建筑，其中圣西尔万大教堂、勒夫鲁城堡遗址（Vestiges du château de Levroux）等为法国国家文物保护单位。

### 旅游
勒夫鲁的旅游事务由其所属的勒夫鲁地区市镇公共社区负责。2022年，勒夫鲁境内有1个露营地，可容纳共7辆露营车。

### 媒体
法国主要的媒体均可在勒夫鲁接收，法国电视三台下属的中央-卢瓦尔河谷大区频道在部分时段播出勒夫鲁所在安德尔省的地方新闻。《中西部新共和国报》、蓝色法兰西贝里广播、伊苏丹贝里第一电视台等是当地主要的地方性媒体。

## 相关人物
法国雕塑家埃内斯特·尼韦和女政治家克里斯蒂娜·布坦出生于勒夫鲁。

## 友好城市
截至2023年9月，勒夫鲁暂未建立任何友好城市关系。